# Église Saint-André d'Évol
Vous lisez un « bon article » labellisé en 2018.
Ne doit pas être confondu avec église Saint-André d'Olette.
Pour les articles homonymes, voir Église Saint-André.
L'église Saint-André d'Évol (en catalan : Sant Andreu d'Èvol) est une église catholique de style roman située dans le hameau d’Évol, sur la commune d'Olette, dans le département français des Pyrénées-Orientales et la région Occitanie.
Construite au XIe siècle, l'église Saint-André a été agrandie au XVIIIe siècle. Elle est, à partir de 1577, siège d'une compagnie du rosaire active pendant plusieurs siècles, ce qui conserve au lieu une activité cultuelle malgré la perte de son statut d'église paroissiale au début du XVIIe siècle. L'ensemble de l'édifice est classé monument historique en 1943.
Son plan en croix latine est formé d'une nef prolongée à l'est par une abside semi-circulaire, d'une grande chapelle du rosaire au nord et d'un clocher-tour au sud. L'abside et le clocher sont décorés d'arcatures lombardes. L'intérieur de l'abside est original de par deux absidioles semi-circulaires situées en creux dans les murs, son extérieur par la largeur de ses lésènes séparant les arcatures.
Un conjurador, placé devant l'église, était utilisé par le prêtre pour repousser le mauvais sort et en particulier les forts orages, fréquents dans la région, attribués aux sorcières réputées nombreuses dans la haute vallée de la ribera d'Èvol située en amont.
Des retables, tabernacles, statues, tableaux et pièces d'orfèvrerie en argent (calices, gobelet de quête, croix) sont conservés dans cette église. Plusieurs de ces objets, datés du XIIIe siècle au XVIIIe siècle, ont été classés monuments historiques depuis le XXe siècle.

## Localisation
Dans l'est des Pyrénées, les bassins versants des torrents ribera d'Èvol et ribera de Cabrils forment les Garrotxes, une région pauvre et dépeuplée. Le petit village d'Évol se trouve au bord de la rivière du même nom, à environ 750 m d'altitude. L'église Saint-André est située au nord et en amont de ce village, qui dépend administrativement du département français des Pyrénées-Orientales et de la commune d'Olette.
Évol et son église Saint-André sont accessibles par une route départementale d'environ trois kilomètres depuis la route nationale 116 qui relie la plaine du Roussillon à la Cerdagne, légèrement en amont du village chef-lieu de la commune d’Olette. Il est également possible de relier Railleu et Ayguatébia-Talau, plus à l'ouest, par une départementale de montagne qui suit le cours de la ribera de Cabrils. Le village voisin d'Oreilla peut être atteint à pied par un sentier balisé.
Bâtie sur un terrain en forte pente, dans le cimetière d’Évol, l'église Saint-André est accessible depuis ce village par un long escalier.

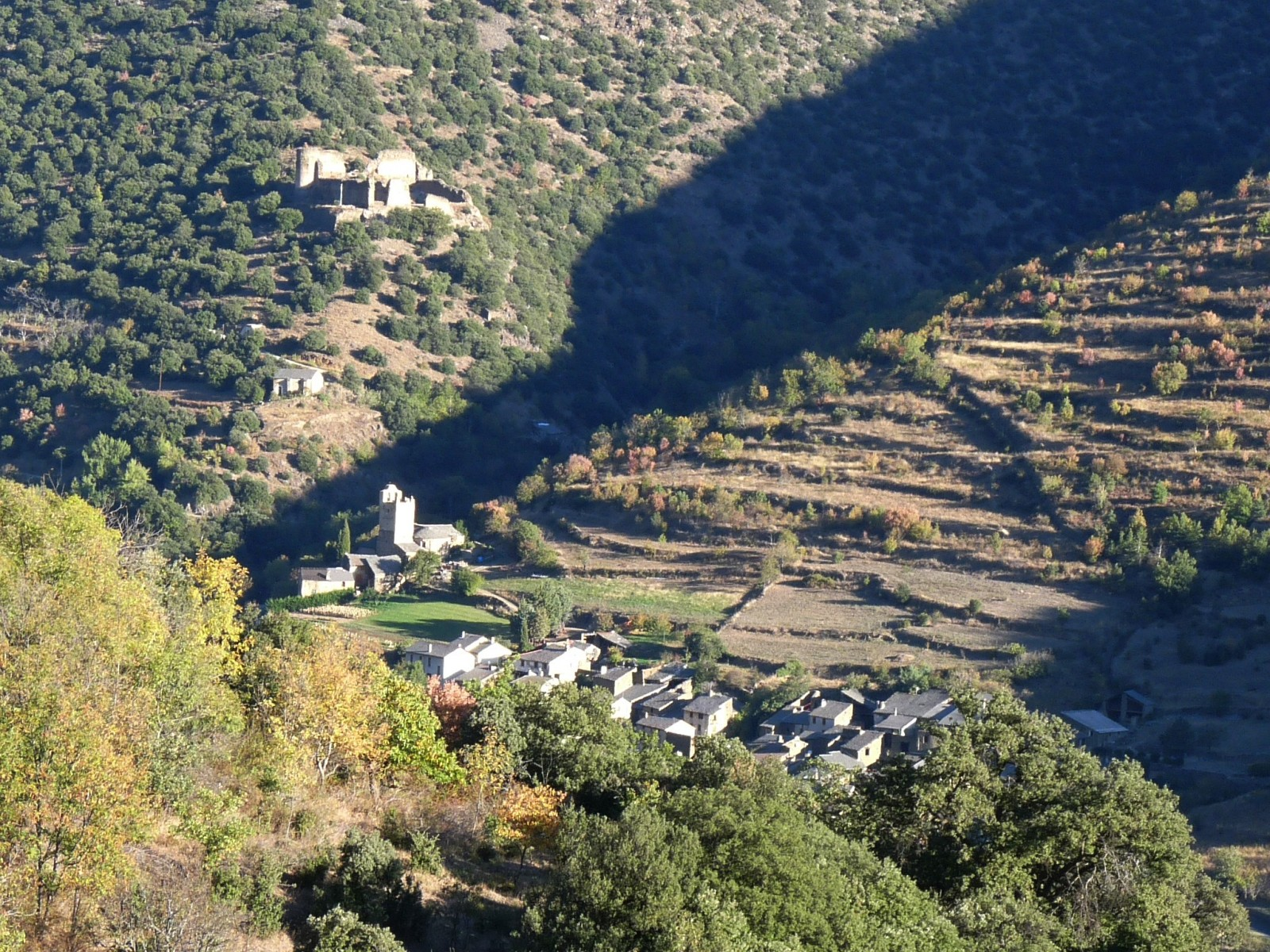
Vue d’Évol, avec l'église Saint-André.
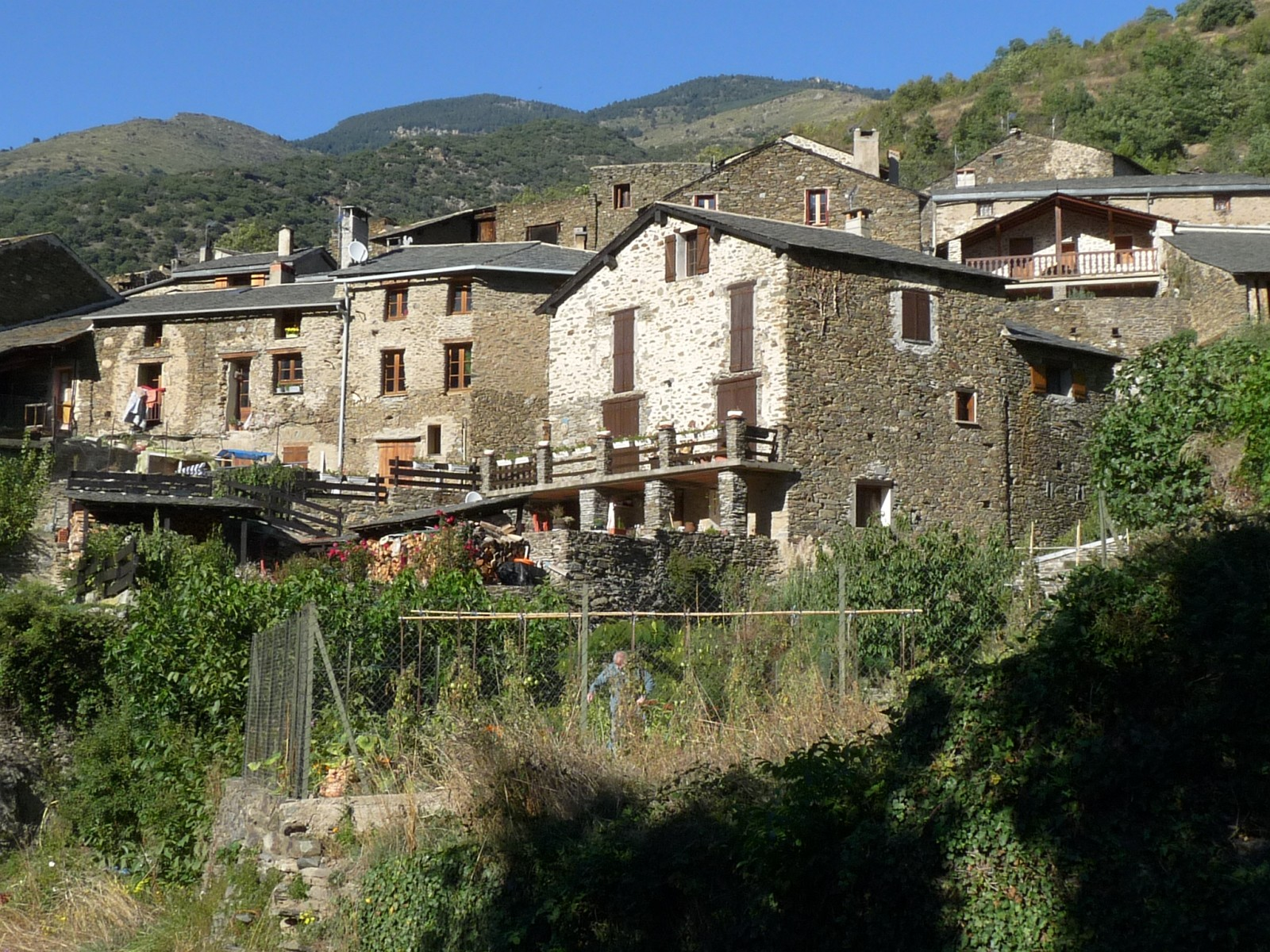
Maisons typiques d’Évol.
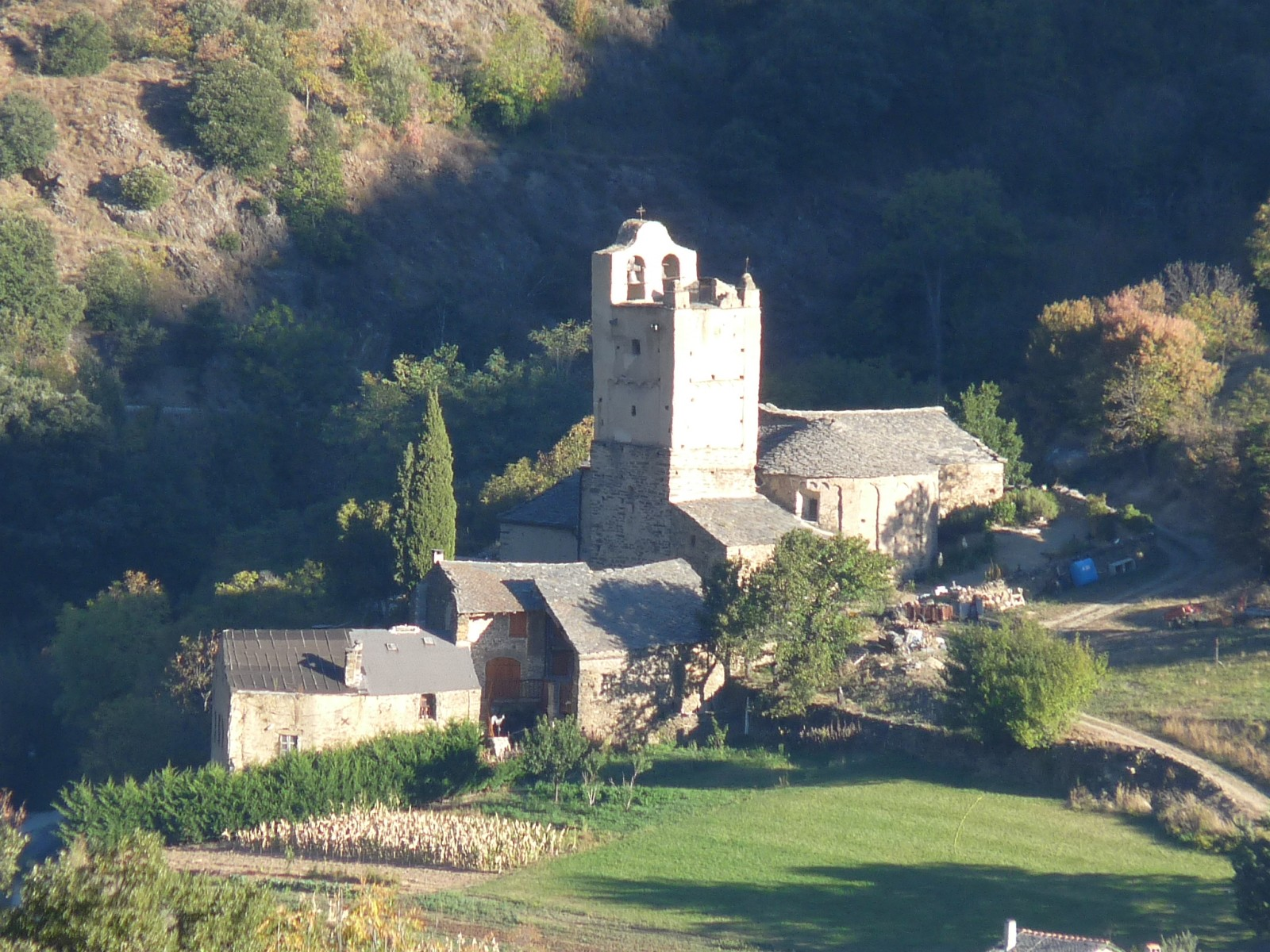
L'église vue du sud.
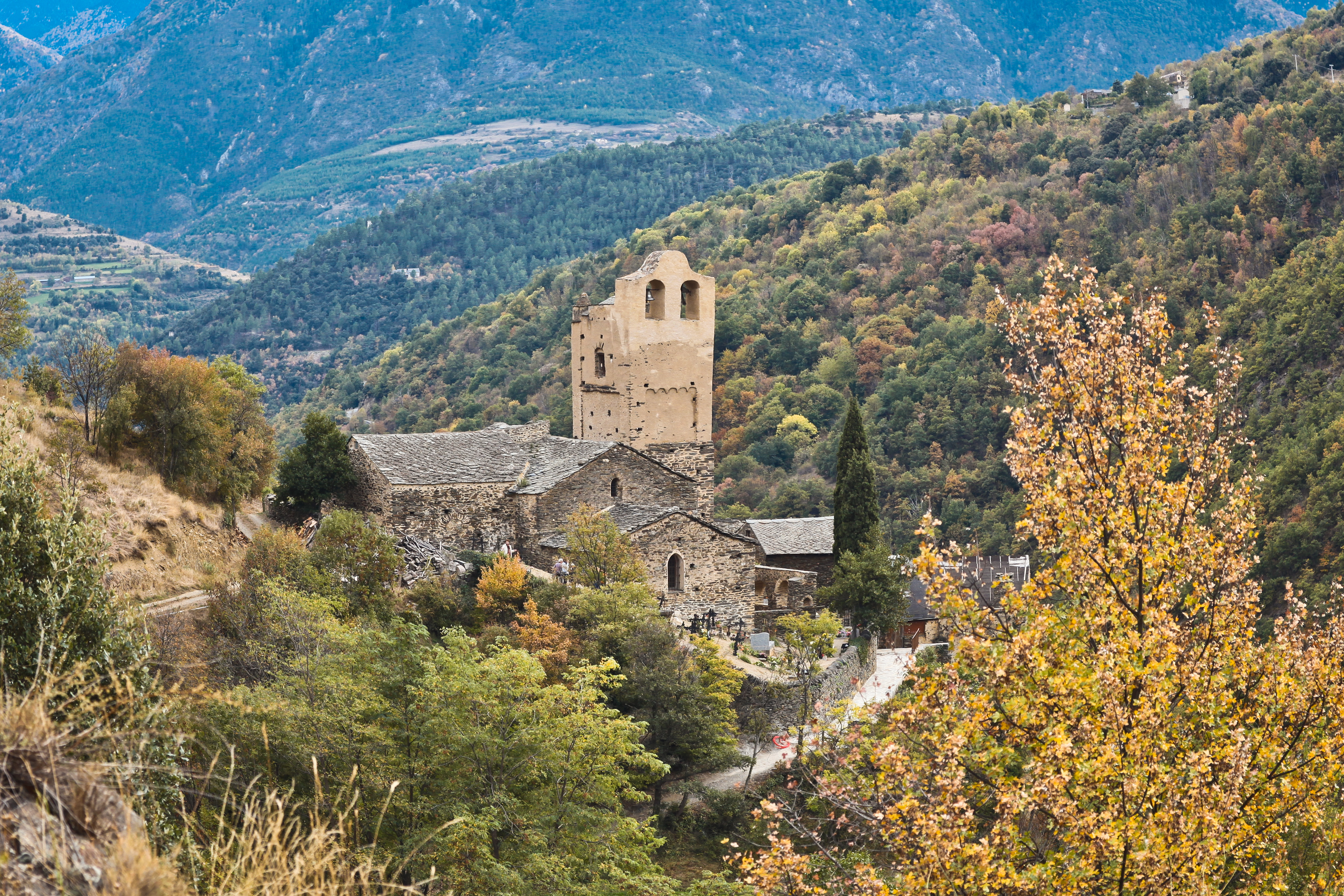
L'église vue du nord.
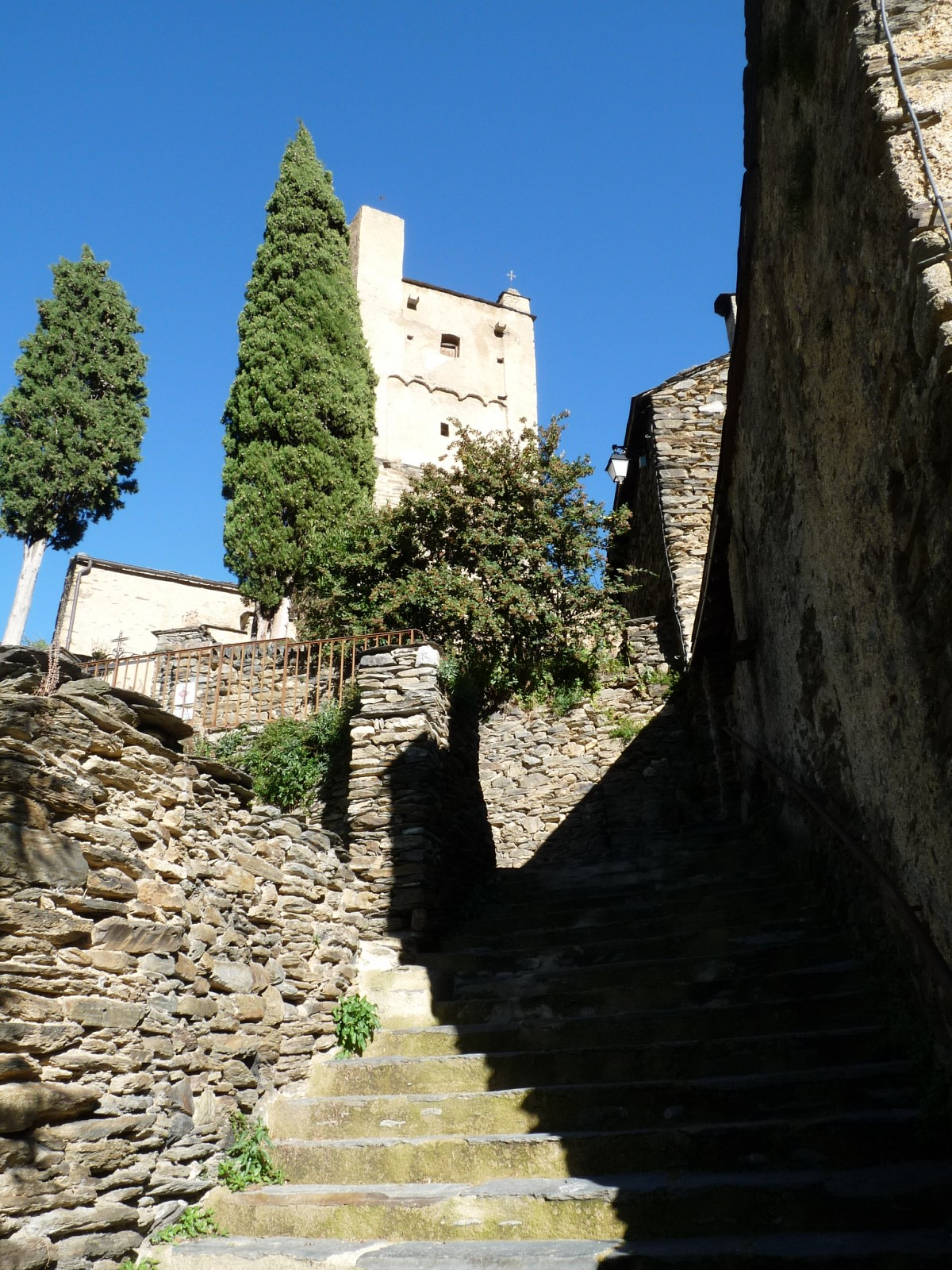
Escalier menant à l'église.

## Historique
L'église Saint-André est construite au début du XIe siècle suivant le plan traditionnel des églises romanes de la région : une nef unique orientée ouest-est prolongée à l'est par une abside semi-circulaire, le tout accessible par une porte dans le mur méridional de la nef. Un clocher-tour carré est accolé à la nef, près de l'abside côté sud, probablement dans le dernier quart de ce siècle.
Le premier texte mentionnant l'église ne date que de 1347, lorsqu'un marchand de Villefranche-de-Conflent lui lègue cinq sous.
Une compagnie du rosaire est créée à Saint-André d’Évol en 1577. À cette occasion, un grand retable est exécuté et l'église agrandie d'une chapelle du rosaire. En ce XVIe siècle, le village d’Olette devient plus peuplé et plus riche que celui d’Évol, sans pour autant avoir droit au statut de paroisse. En 1559, le curé d’Évol demande à son évêque la permission de baptiser les nouveau-nés dans les églises d’Oreilla et d’Olette, mais les habitants d’Olette trouvent cette demande insuffisante et accusent le curé d'incapacité. Celui-ci est acquitté en 1568. L'église Sainte-Marie d'Olette est pour la première fois mentionnée comme paroissiale en 1597. Saint-André d’Évol perd son statut d'église paroissiale en 1603 au profit de l'église Sainte-Marie d’Olette (qui prend le nom d'église Saint-André) dont elle devient suffragante,.
Au XVIIIe siècle le haut du clocher est remanié. Il s'agit peut-être d'une restauration après que le clocher ait été abîmé. La chapelle du rosaire est agrandie en 1723 et bénie le 7 avril 1724,. Une nouvelle sacristie est bâtie en 1751 pour remplacer l'ancienne qui, nichée dans un mur du clocher, est bénie en tant que chapelle du Christ en 1727. Un texte de 1772 acte la rénovation de la compagnie du rosaire et précise les modalités du culte pratiqué par cette compagnie.
La cure de l'église possède durant l'ancien régime une grande maison en contrebas du lieu de culte qui sert de presbytère, ainsi que des dépendances à usage agricole, le terrain entourant le cimetière et deux champs irrigués. En 1791, ces terres — à l'exception du jardin de la cure — sont vendues pour une somme très faible, inférieure à celle d'un devis d'importantes réparations du presbytère daté de 1781. Les dépendances sont occupées sans autorisation par une famille. En 1791 également, le conseil municipal de la nouvelle commune d’Évol se réunit dans la cuisine du presbytère. À cette occasion, la porte reliant cette pièce au reste du bâtiment est murée. En 1827, la commune d’Évol est rattachée à Olette mais la cuisine du presbytère continue à être utilisée comme salle de réunion par les habitants du village, le reste du bâtiment restant occupé par des prêtres.
De 1938 à 1945, le curé de la paroisse d’Olette, Évol et des Garrotxes est Jacques Llopet. Sous son impulsion, l'édifice est classé au titre des monuments historiques en 1943,. Les restes du conjurador situé sur le perron de l'église sont restaurés en 1950. L'abbé Llopet publie dans les années 1960 deux monographies consacrées aux Garrotxes dans lesquelles il laisse une large place à l'église Saint-André.
Au cours du XXe et du XXIe siècle, plusieurs objets de l'église sont inscrits ou classés monuments historiques.
À partir de 2009, la municipalité d’Olette décide d'acheter l'ancien presbytère. En 2015, une souscription est lancée avec l'aide de la Fondation du patrimoine pour le réhabiliter. Les travaux prévus consistent à sécuriser les abords, traiter les façades et ouvertures et refaire la toiture en lauzes.

## Architecture

Plan du site.
1. Cimetière
2. Nef.
3. Abside.
4. Chapelle du Rosaire.
5. Clocher.
6. Sacristie.
7. Ancien presbytère.
8. Conjurador.
9. Route.

L'église Saint-André est un édifice de l'art roman à nef unique (dimensions intérieures : 20 m de long pour 6 m de large) suivant un axe est-ouest prolongé à l'est par une abside semi-circulaire. La porte est située dans le mur sud. À ce plan typiquement roman s'ajoute au sud, contre l'église, une tour de clocher rectangulaire près de l'abside. Dans l'angle formé par l'abside et le clocher se trouve une sacristie. Le plan de l'église est en forme de croix, le bras sud de la croix étant formé par le clocher en face duquel une grande chapelle carrée, dite chapelle du rosaire, forme le bras nord.

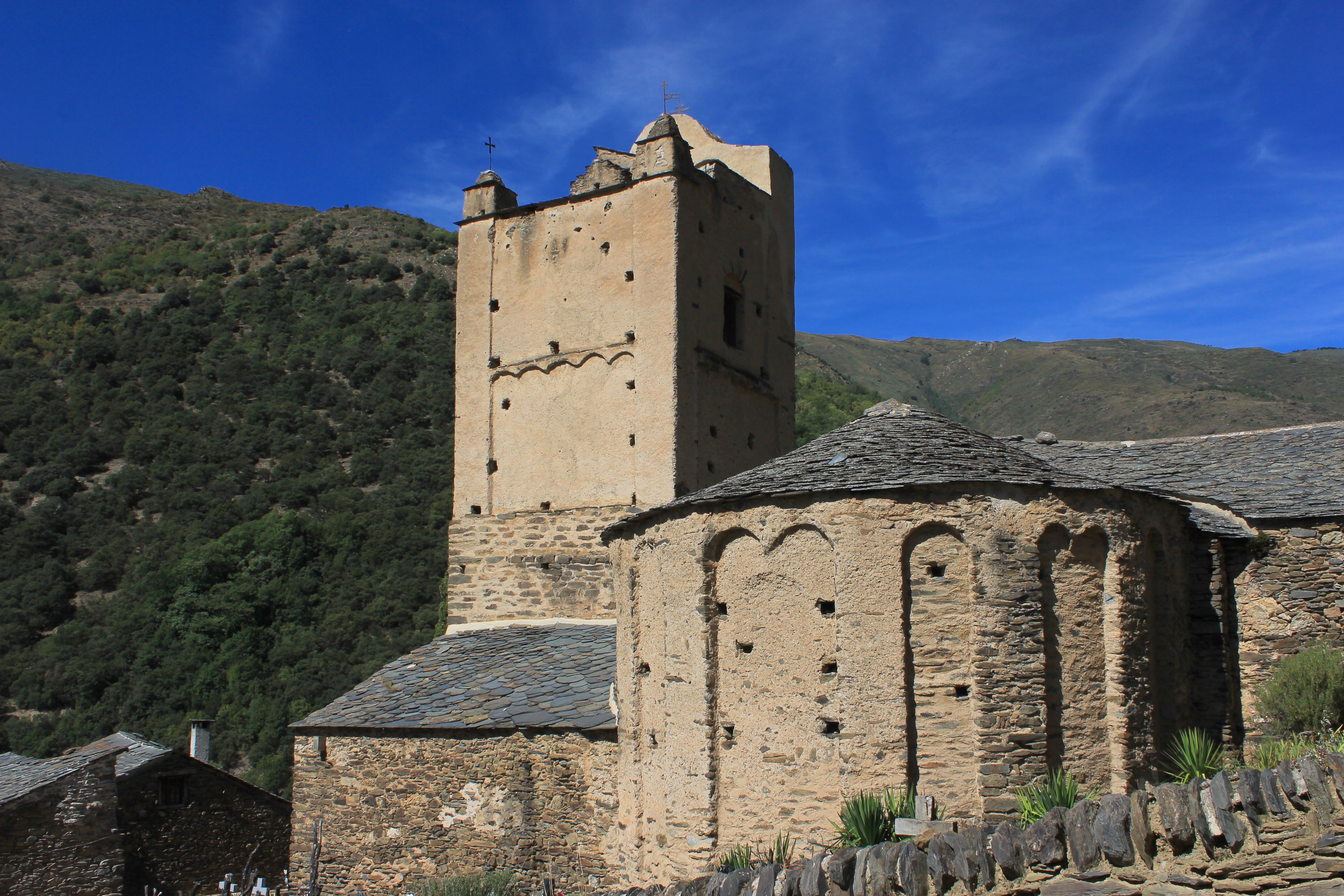
Vue du sud-est avec, de gauche à droite, le clocher, la sacristie, l'abside et la chapelle du rosaire.
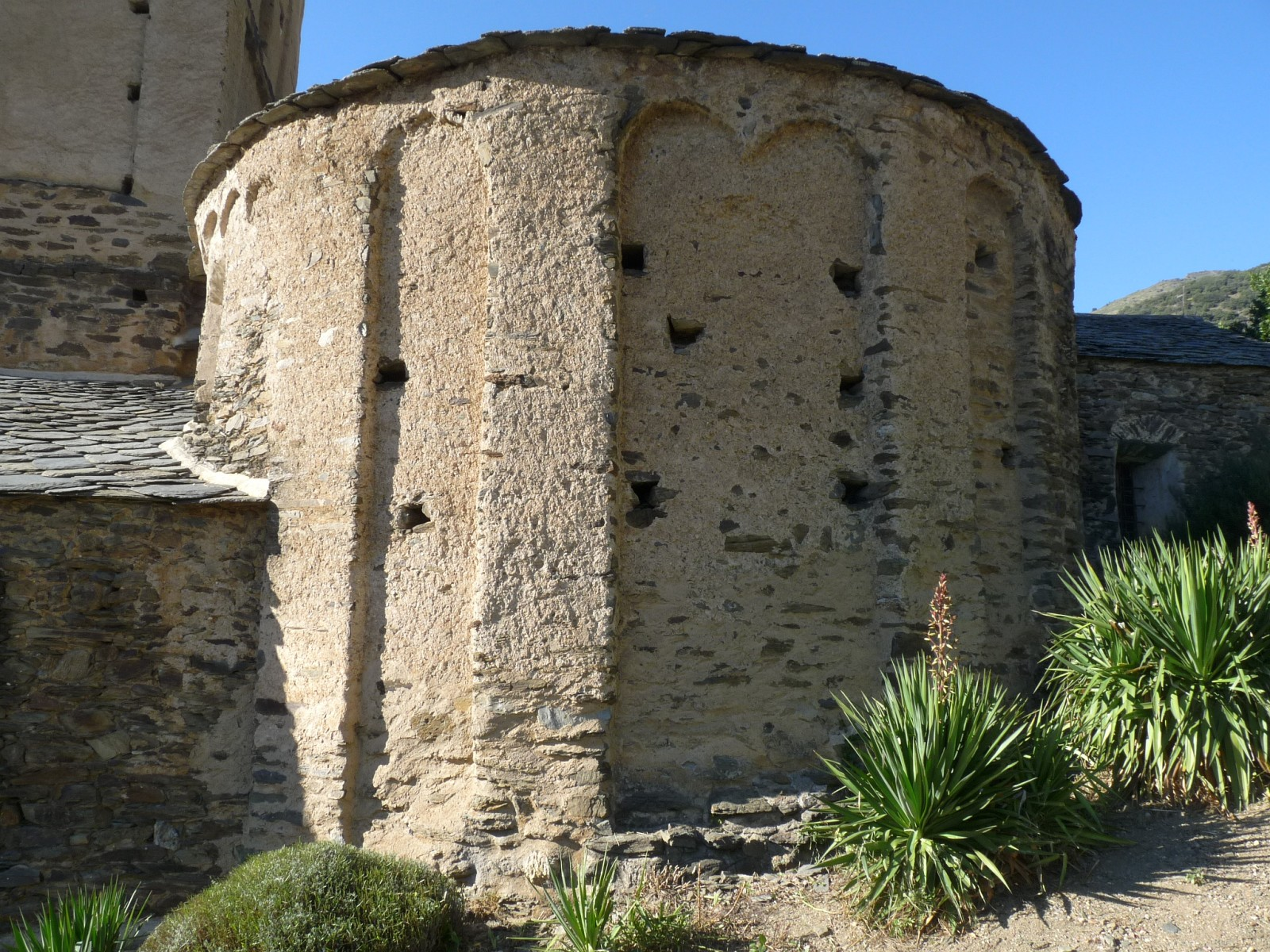
L'abside avec ses arcatures et lésènes.
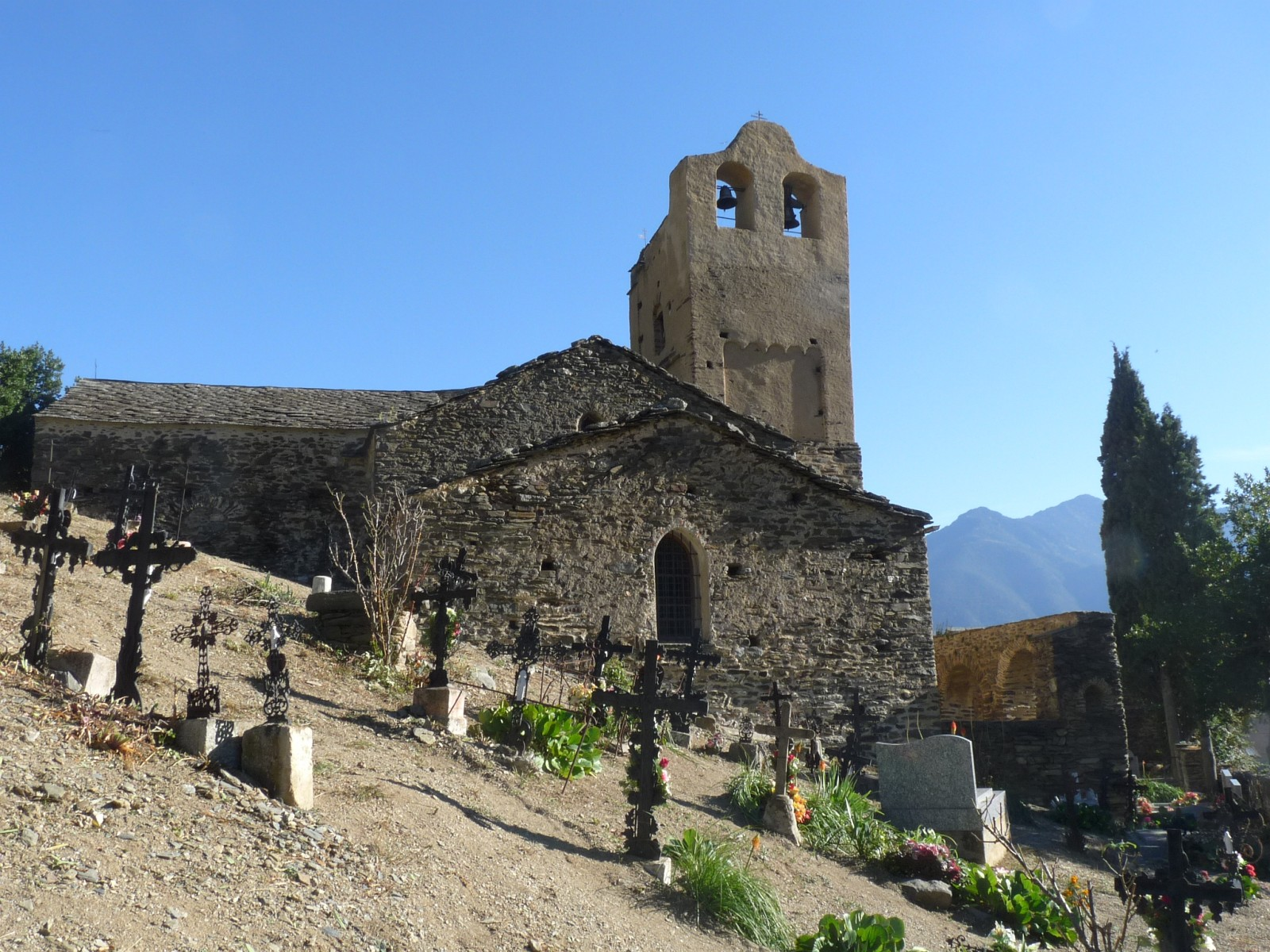
Vue de l'ouest : cimetière et fond de la nef.

L'abside présente la particularité d'avoir deux absidioles semi-circulaire en creux dans les murs, côté intérieur. Cette caractéristique archaïsante semblable à certaines églises du Xe siècle est peut-être une évocation de la Trinité. L'extérieur est décoré d'arcatures lombardes et de lésènes ce qui est habituel dans les églises du premier art roman, mais là aussi avec originalité : la largeur exceptionnelle des lésènes.

### Le clocher
Le clocher a un plan carré de 6,50 m de côté et mesure 15 m de haut. Il comporte trois étages.
Le rez-de-chaussée est une petite pièce rectangulaire sans éclairage, de 3 m de haut, qui relie le clocher à la nef de l'église. Le premier étage, haut de 5 m, également rectangulaire, possède une fenêtre à double ébrasement en plein cintre dans le milieu du mur sud. Le deuxième étage a une forme carrée, une hauteur de 4 m et trois anciennes grandes baies en arcs brisés aujourd'hui murées. Le troisième étage possède une baie dans chacune des faces, à l'exception de la face nord. Les dimensions intérieures variées des étages s'expliquent par l'épaisseur différente des murs.
La tour est couverte d'un toit incliné vers l'ouest, le mur nord étant prolongé vers le haut par un clocher à deux baies semblables aux baies du troisième étage. Les deux angles du mur sud sont surmontés chacun d'un pignon rectangulaire surmonté d'une pyramide.

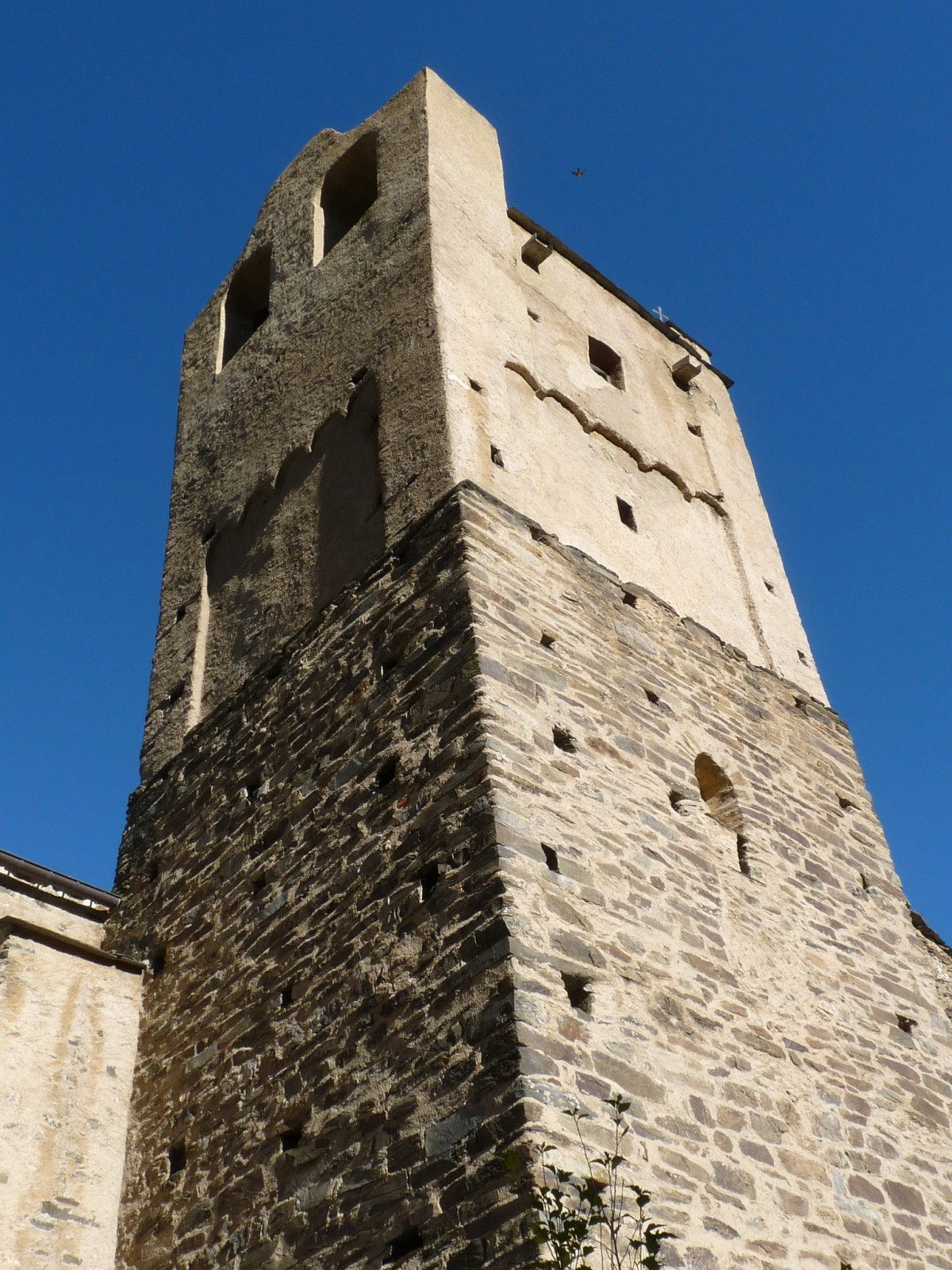
Le clocher.
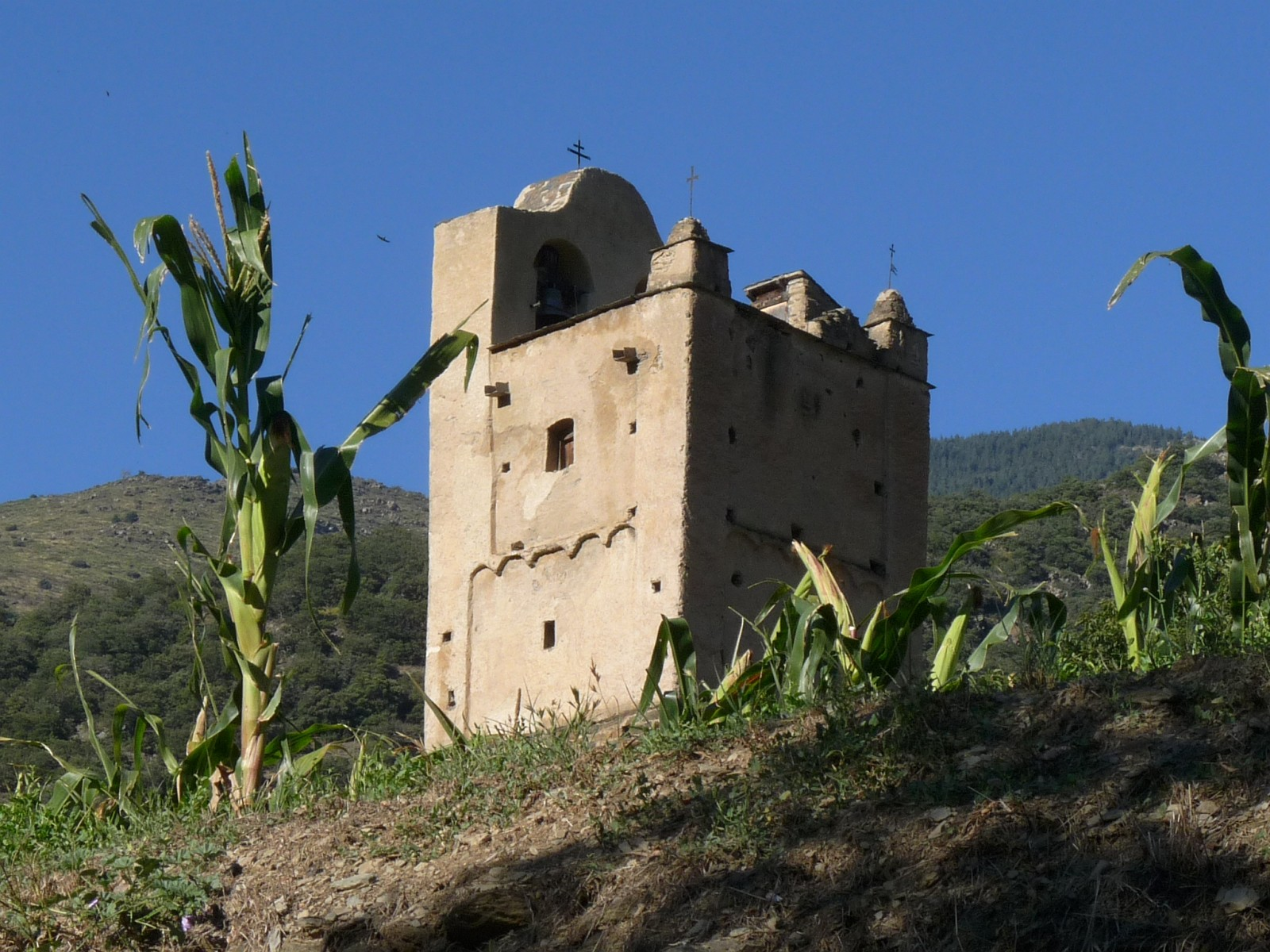
Haut du clocher.

### Leconjurador
Devant l'église se trouvent les restes d'un conjurador, formés de deux arcades en pierre.
Les conjuradors sont des petits bâtiments ouverts aux quatre points cardinaux qui permettaient au curé de l'église de conjurer le mauvais sort et de repousser les sorcières, réputées nombreuses à Évol et dans la haute vallée de la ribera d'Èvol. Il pouvait notamment, avec l'aide du tocsin du clocher voisin, écarter les fortes pluies, fréquentes dans la région (épisodes méditerranéens, orages) et attribuées aux forces du Mal,. Selon la journaliste et exploratrice Gabrielle Vassal « tout le monde » dans la vallée croyait à ces légendes et maléfices en 1934.

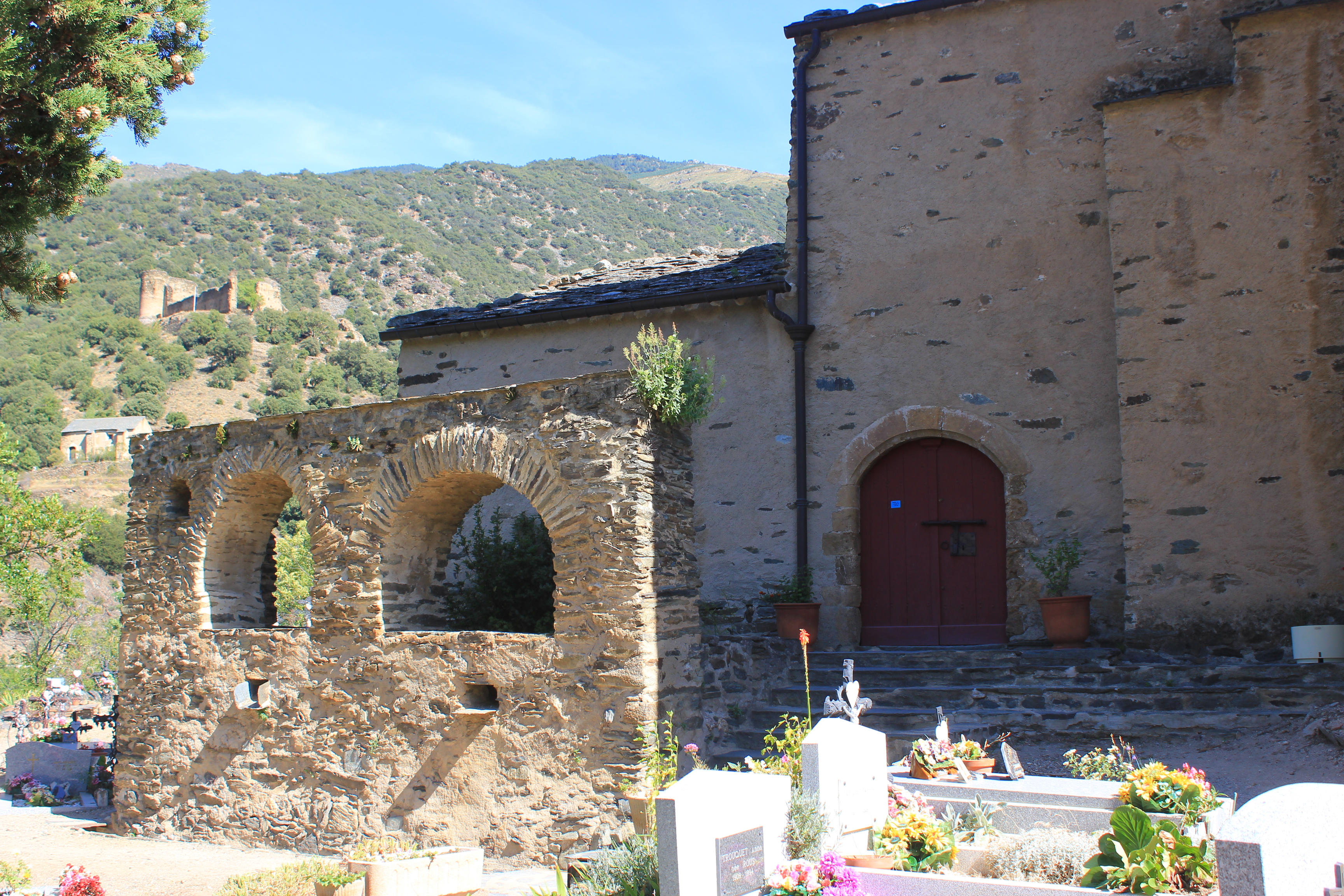
Conjurador devant l'église.
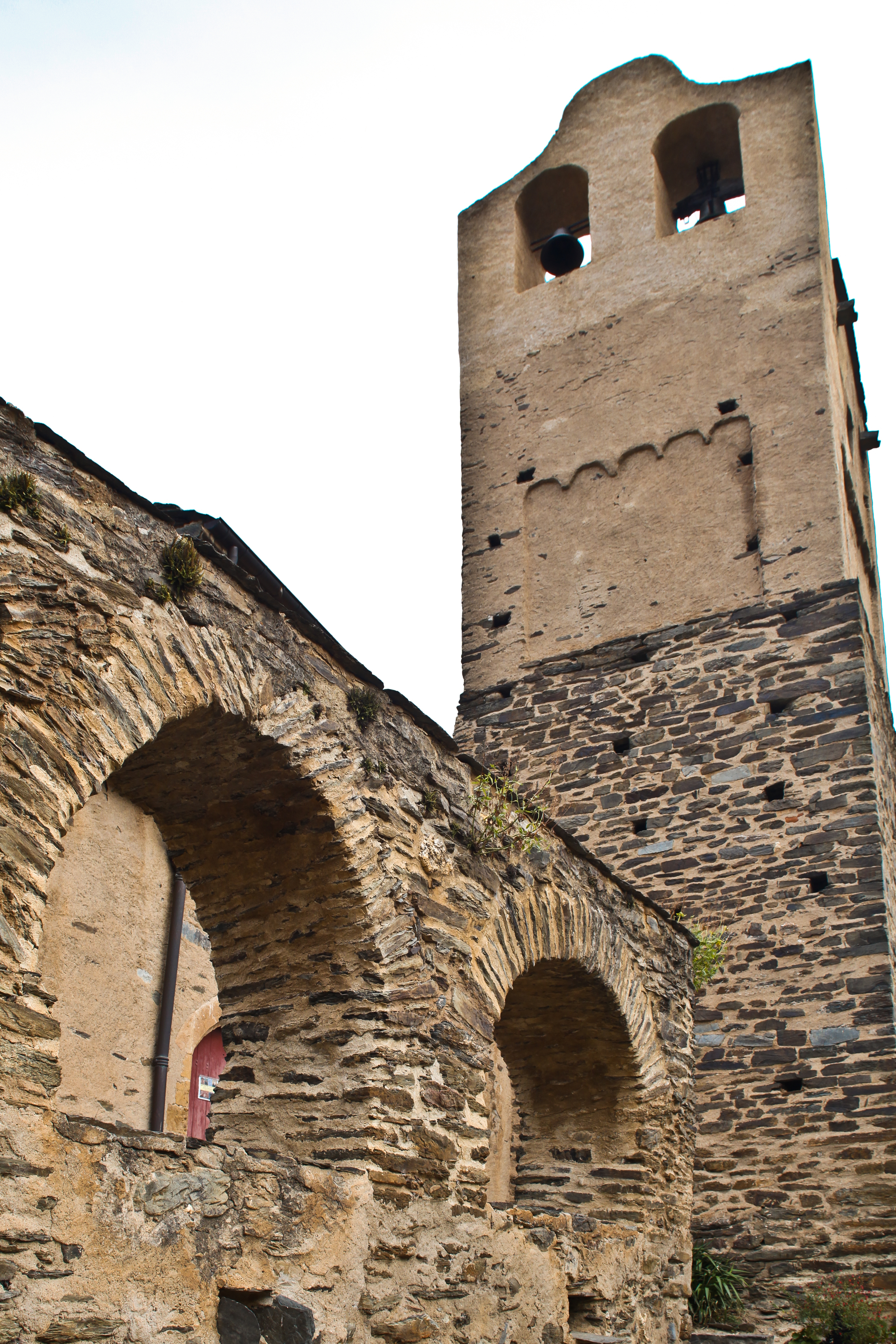
Conjurador et clocher.

### Le presbytère
En contrebas de l'église se trouve une grande maison carrée avec étage et grenier : le presbytère. Selon Jacques Llopet, elle date du Xe ou XIe siècle. Pour la Fondation du patrimoine, il s'agit plutôt d'une bâtisse du XVIIIe siècle. La maison contient notamment une pièce carrée d'environ 5 m de côté avec entrée indépendante : il s'agit de l'ancienne cuisine, réutilisée après la Révolution française comme salle de réunion par les villageois, où se réunissaient les conseils municipaux lorsqu'Évol était une commune. Une ancienne porte, murée, permettait de joindre cette pièce au reste du presbytère. C'est également dans cette pièce qu'étaient conservées des archives de la commune d’Évol.

## Mobilier
Le sanctuaire conserve un important trésor d'église, dont de nombreux éléments sont protégés aux titres des monuments historiques, ce qui témoigne du maintien d'un culte vivace au cours des siècles.

### Tabernacle et pièces d'orfèvrerie
Parmi ces objets se trouvent un tabernacle composé de panneaux de bois peints représentant respectivement la Vierge, saint Jean et un calice surmonté d'une hostie daté de 1553 et classé le 11 mai 2001.
Plusieurs pièces d'orfèvrerie sont conservées dans l'église :
- Une croix-reliquaire en orfèvrerie de la fin du XVIIe siècle munie d'un pied du XIXe siècle (hauteur : 46 cm, 29 cm sans le pied, largeur : 22 cm, classée monument historique le 27 juin 2005)[31].
- Un calice, dit « Calice du Rosaire », sans patène, du XVIIe siècle, en argent repoussé, ciselé et gravé, sans doute fabriqué à Perpignan. Sur le pied, une Vierge à l'Enfant du rosaire est gravée. La base mentionne le nom du donateur. L'ensemble mesure 25 cm. Le diamètre est de 9,5 cm pour la coupe et de 15,4 cm à la base. Classé le 16 mai 2003[32].
- Un autre calice, avec sa patène, en argent doré, repoussé et gravé. Ce calice est décoré de motifs floraux, il mesure 24,5 cm de hauteur. Son diamètre est de 9 cm au niveau de la coupe, et de 14,4 cm à la base. La patène a la forme d'une assiette circulaire de 15 cm de diamètre. L'ensemble, sans doute fabriqué à Perpignan, date du XVIIe siècle et est classé monument historique depuis le 16 mai 2003[33].
- Un gobelet de quête du Rosaire en argent repoussé. Il prend la forme d'un tronc de cône de 7,5 cm de haut, de 9 cm de diamètre à l'ouverture pour 6 cm à la base. Le gobelet est muni de deux anses qui lui donnent une largeur de 14 cm. Il est décoré d'une Vierge à l'Enfant d'un côté et d'un saint à l'opposé. Le fond porte le point du maître orfèvre Jean Albar, celui de la ville de Perpignan ainsi que la lettre R indiquant la date (1772-1773). Il a été confectionné en 1772 et classé monument historique le 16 mai 2003[34].

| Date       | 1553                                                 |
| Matériau   | bois                                                 |
| Protection | Objet français classé monument historique (d) (2001) |

| Matériau           | argent                                               |
| Dimensions (H × L) | 46 × 22 cm                                           |
| Protection         | Objet français classé monument historique (d) (2005) |

| Matériau         | argent                                               |
| Lieu de création | Perpignan                                            |
| Hauteur          | 25 cm                                                |
| Protection       | Objet français classé monument historique (d) (2003) |

| Date       | XVIIe siècle                                         |
| Matériau   | argent                                               |
| Hauteur    | 24,5 cm                                              |
| Protection | Objet français classé monument historique (d) (2003) |

| Date             | XVIIe siècle                                         |
| Matériau         | argent                                               |
| Lieu de création | Perpignan                                            |
| Diamètre         | 15 cm                                                |
| Protection       | Objet français classé monument historique (d) (2003) |

| Date               | 1772                                                 |
| Matériau           | argent                                               |
| Lieu de création   | Perpignan                                            |
| Dimensions (H × L) | 7,5 × 14 cm                                          |
| Protection         | Objet français classé monument historique (d) (2003) |

### Statue de Vierge et sacadireta
L'église possède une statue de Vierge à l'Enfant romane de 71,5 cm de haut pour 31 cm de large et 14,5 cm.
Cette sculpture faite dans une bille de bois de pin montre la Vierge Marie assise. Le visage de la Vierge montre la polychromie d'origine, alors que ses vêtements ont été repeints. Les pieds de la Vierge ont été coupés et l'Enfant Jésus est manquant. Elle se présente dans une cadireta, c'est-à-dire un dais de procession, constitué d'un support rectangulaire et de quatre colonnes en bois portant un dôme décoré d'une galerie à balustres. L'ensemble est peint et doré et mesure 134 cm de hauteur, 48 cm de largeur et 44 cm de profondeur.
La statue date du dernier quart du XIIIe siècle, la cadireta du XVIIe siècle.
Un document de 1772 stipule que les membres de la confrérie du Rosaire devaient sortir la statue en procession tous les premiers dimanche du mois afin d'obtenir des indulgences. La procession consistait à faire le tour du cimetière, à recevoir une absoute pour leurs confrères morts. Ensuite, la procession rentrait dans l'église, on posait la statue sur l'autel de la chapelle du Rosaire dans laquelle une messe était célébrée.
La Vierge à l'Enfant est protégée au titre des monuments historiques le 7 avril 1971, son dais le 11 mai 2001. La statue est restaurée en 2005.

### Le Miracle de Notre-Dame d’Évol
Le Miracle de Notre-Dame d’Évol est une peinture (huile sur toile) représentant une barque renversée dans une mer démontée par la tempête. Dans la barque se trouvent plusieurs personnages, dont un en train de prier. Un personnage est tombé à l'eau. Dans le coin supérieur gauche apparaît la Vierge tenant dans ses bras l'Enfant Jésus.
Il s'agit d'un ex-voto. Dans le coin inférieur gauche se trouve une dédicace expliquant la motivation de la peinture : en janvier 1647, un prêtre, Jean-François Pujol d’Olette, lors d'un voyage par mer entre Livourne et Marseille, en provenance de Rome, faillit se noyer lors d'une tempête. Après que ce chanoine se fut mis à prier Notre-Dame du Rosaire d’Évol, la tempête cessa immédiatement.
Le tableau est réalisé avant 1650. Il est classé monument historique le 11 mai 2001.

### Retable de saint Jean-Baptiste
L'église Saint-André abrite depuis le XXe siècle un retable dédié à saint Jean-Baptiste de style gothique accompagné de sa prédelle.
L'ensemble mesure 250 cm de haut pour 215 cm de large. Le retable est composé d'un panneau central (hauteur : 200 cm, largeur : 80 cm) encadré par deux volets latéraux (183 cm de hauteur pour 65 cm de largeur), le tout surmontant une prédelle de 49 cm de haut. Chacun des quatre panneaux est fait de bois peint, sculpté et doré.
Les panneaux latéraux présentent chacun trois tableaux sur la vie de Jean le Baptiste. À gauche : la vision de Zacharie (père de Jean le Baptiste), la visitation de la Vierge Marie et la naissance de saint Jean-Baptiste. À droite : Saint Jean annonçant la venue du Christ, la décollation de saint Jean et la présentation de sa tête au banquet d'Hérode, puis sa mise au tombeau. Sur le panneau central, on peut voir deux scènes : le baptême du Christ par saint Jean et saint Jean avec, à ses pieds, un vicomte d’Évol priant.
La prédelle montre cinq scènes de la Passion du Christ : la trahison de Judas, Jésus devant Pilate, le crucifiement, la descente de croix et la mise au tombeau du Christ, en alternance avec quatre armoiries : celles de la famille de So, vicomtes d’Évol, présentes deux fois, ainsi que deux autres qui en sont déduites : celles d'Aragall et celles de Çà Garriga associées à leurs époux de So. Ces armes permettent de dater le tableau : Blanche d'Aragall peut désigner soit la femme de Bernat de So et mère de Guillem de So (vicomte d’Évol de 1413 à 1428), soit la cousine et épouse de ce dernier. Quant à Éléonore de Çà Garriga, elle est la seconde épouse de Guillem de So. Le retable a donc été réalisé vers la fin de la vie de Guillem de So, entre 1423 et 1428, et c'est lui qui est représenté en train de prier.

Blason d’Évol et de la famille de So.
Blason de Blanche d'Aragall.
Blason d'Éléonore de Çà Garriga.

Cette œuvre est attribuée au Maître du Roussillon et datée de la première moitié du XVe siècle. Elle est d'abord destinée à la chapelle Saint-Jean-Baptiste de La Bastida, située dans la partie aval d’Olette. Vers l'an 1800, elle est déplacée dans la chapelle Saint-Étienne d'Évol, à une centaine de mètres au nord de Saint-André. La prédelle et deux panneaux sont volés, puis retrouvés à New York dans les années 1930, puis l'ensemble est installé dans l'église Saint-André. Le retable et sa prédelle sont classés en tant que monuments historiques le 18 février 1953.

### Retable du Rosaire
Ce retable de 3,50 m de hauteur pour 2,95 m de largeur est constitué de panneaux peints encadrant une sculpture de la Vierge placée dans une niche en son centre.
Les panneaux sont composés de quinze peintures représentant les quinze mystères du rosaire traditionnels. Ces mystères sont classés dans trois catégories : les « mystères joyeux » (l'Annonciation, la Visitation, la Nativité, la Présentation de Jésus au Temple, le Recouvrement de Jésus lors d'un pèlerinage à Jérusalem) ; les « mystères douloureux » (l'agonie de Jésus, la Flagellation, le Couronnement d'épines, le Portement de la Croix, la Crucifixion) ; enfin, les « mystères glorieux » (la Résurrection de Jésus, l'Ascension, la Pentecôte, l'Assomption, le Couronnement de Marie).
Commandé par la confrérie du rosaire d’Évol à sa création en 1577, il est exécuté en 1578, repeint et verni au XIXe siècle, puis classé monument historique le 11 mai 2001.

### Retable de saint André
Un retable dit « de saint André » se trouve dans l'abside de l'église. Haut de 4 m et large de 5,90 m, il s'agit d'un triptyque composé d'une partie centrale et de deux volets latéraux présentant en tout cinq statues, trois bas-reliefs et un tableau sur toile. Chaque élément est encadré de colonnes torses dorées.
Les cinq statues, toutes placées dans les niches, représentent respectivement saint André, encadré de saint Jean-Baptiste et saint Michel (dans la partie centrale), la Vierge à l'Enfant et saint Joseph (chacune dans un des volets latéraux). Au sommet du retable se trouve une toile peinte montrant la Crucifixion.
Cette œuvre est datée de 1680 et 1786, la date de 1786 se trouvant écrite dans un cartouche. Elle a été repeinte au XIXe siècle et sans doute augmentée d'ébénisterie et placée dans l'abside à la même époque. Elle est classée monument historique le 11 mai 2001 et restaurée en 2012.

### Tabernacle du Jeudi saint
Le tabernacle du Jeudi saint est un objet en forme de lanterne rectangulaire, vitré sur le sommet et trois côtés, fait de bois de résineux peint, doré et sculpté. Il mesure 80 cm de hauteur pour 45,5 cm de largeur et 33,5 cm de profondeur. Le fond non vitré est peint en bleu foncé et doré. Il est équipé de quatre pieds ronds et dorés, et décoré aux angles de moulures et de feuilles stylisées.
Il servait à présenter le calice et l'hostie lors des messes de la semaine sainte.
Cet objet date du XVIIIe siècle. Il a été inscrit monument historique le 19 mai 2015 puis classé le 12 décembre 2016.

### Autres objets
Jacques Llopet mentionne une statue de Vierge à l'Enfant, datée du XVIIIe siècle, qui se trouvait dans l'église Saint-André. Cette statue, exécutée par un artisan local, n'a selon lui aucun intérêt artistique : des détails sont traités avec exagération, les couleurs trop rutilantes et les proportions du corps ne sont pas respectées, avec des mains trop grosses. Cette statue, haute d'une trentaine de centimètres, est exposée à Perpignan en 1946. Jacques Llopet constate en 1968 qu'elle a disparu.
La chapelle du Christ abrite une statuette de Christ en croix du XVIIe siècle.

#### Ouvrages et articles
- Jean Abélanet, Lieux et légendes du Roussillon et des Pyrénées catalanes, Canet, Trabucaire, coll. « Mémoires de pierres, souvenirs d'hommes », 2008, 189 p. (ISBN 9782849740798)
- Aymat Catafau, « Le rôle de l’église dans la structuration de l’habitat sur le versant français des Pyrénées : L’exemple du Conflent », dans Villages pyrénéens : Morphogénèse d’un habitat de montagne, Toulouse, Presses universitaires du Midi, 2001 (ISBN 9782810709939, lire en ligne)
- Marcel Durliat, dans Dictionnaire des églises de France, Robert Laffont, Paris, 1966, tome II-C, Cévennes-Languedoc-Roussillon, p. 112
- Noël Bailbé, Les clochers-tours du Roussillon, Perpignan, Société agricole, scientifique et littéraire des Pyrénées-Orientales, 1989 (ISSN 0767-368X)
- Jacques Llopet, Olette, Evol, les Garrotxes, Perpignan, impr. catalane, 1961
- Jacques Llopet, Histoire et art religieux dans les Garrotxes, Bar-le-Duc, impr. Saint-Paul, 1968
- Jean-Bernard Mathon (dir.), Guillaume Dalmau et Catherine Rogé-Bonneau, Corpus des Vierges à l'Enfant (XIIe – XVe siècle) des Pyrénées-Orientales, Presses universitaires de Perpignan, coll. « Histoire de l'art », 2013 (ISBN 9782354121853, lire en ligne)
- Géraldine Mallet, Églises romanes oubliées du Roussillon, Montpellier, Les Presses du Languedoc, 2003, 334 p. (ISBN 978-2-8599-8244-7)
- Sous la direction de Jean-Marie Pérouse de Montclos, Le guide du patrimoine Languedoc Roussillon, Hachette, Paris, 1996, p. 241,  (ISBN 978-2-01-242333-6)
- (ca) « Sant Andreu d'Évol », dans Catalunya romànica, t. VII : La Cerdanya. El Conflent, Barcelone, Fundació Enciclopèdia Catalana, 1995 (lire en ligne)
- Gabrielle Vassal, « En Roussillon : Le château d'Évol et les étangs de Nohèdes », La Revue du Touring-club de France,‎ novembre 1934 (lire en ligne)

#### Fiches du ministère de la Culture
- « Église Saint-André d'Evol », notice no PA00104059, sur la plateforme ouverte du patrimoine, base Mérimée, ministère français de la Culture
- « Dossier de protection, Église Saint-André d'Evol » [PDF], base Mérimée, ministère français de la Culture
- « Retable de saint Jean-Baptiste, 3 tableaux, prédelle », notice no PM66000542, sur la plateforme ouverte du patrimoine, base Palissy, ministère français de la Culture
- « Statue : Vierge assise », notice no PM66000543, sur la plateforme ouverte du patrimoine, base Palissy, ministère français de la Culture
- « Ex-voto : le Miracle de Notre-Dame d'Evol », notice no PM66001322, sur la plateforme ouverte du patrimoine, base Palissy, ministère français de la Culture
- « Dais de procession dit cadireta », notice no PM66001323, sur la plateforme ouverte du patrimoine, base Palissy, ministère français de la Culture
- « Retable du Rosaire, 15 tableaux : les Quinze mystères du Rosaire, statue : Vierge à l'Enfant », notice no PM66001324, sur la plateforme ouverte du patrimoine, base Palissy, ministère français de la Culture
- « Tabernacle », notice no PM66001325, sur la plateforme ouverte du patrimoine, base Palissy, ministère français de la Culture
- « Retable de saint André, 5 statues, 3 bas-reliefs, tableau », notice no PM66001326, sur la plateforme ouverte du patrimoine, base Palissy, ministère français de la Culture
- « Calice du Rosaire », notice no PM66001373, sur la plateforme ouverte du patrimoine, base Palissy, ministère français de la Culture
- « Calice et patène », notice no PM66001374, sur la plateforme ouverte du patrimoine, base Palissy, ministère français de la Culture
- « Gobelet de quête du Rosaire », notice no PM66001375, sur la plateforme ouverte du patrimoine, base Palissy, ministère français de la Culture
- « Croix-reliquaire », notice no PM66001386, sur la plateforme ouverte du patrimoine, base Palissy, ministère français de la Culture
- « Tabernacle du Jeudi saint », notice no PM66001866, sur la plateforme ouverte du patrimoine, base Palissy, ministère français de la Culture